# Enderbit
Enderbite sind metamorphe Gesteine, und zwar Hypersthen führende Tonalite aus der Gruppe der Charnockite. Sie sind nach dem Fundort der ersten Gesteinsproben dieses Materials, der Typlokalität, dem Enderbyland in der Antarktis, benannt.
Vorkommen finden sich z. B. in Simbabwe und Südindien.